# Fraxinus pennsylvanica
Fraxinus pennsylvanica, el fresno rojo americano o fresno verde, es una especie del género Fraxinus, de la familia del olivo (Oleaceae).  Las hojas son opuestas, raramente en verticilos de tres,  pinnadocompuestas. Las semillas están contenidas en una sámara.

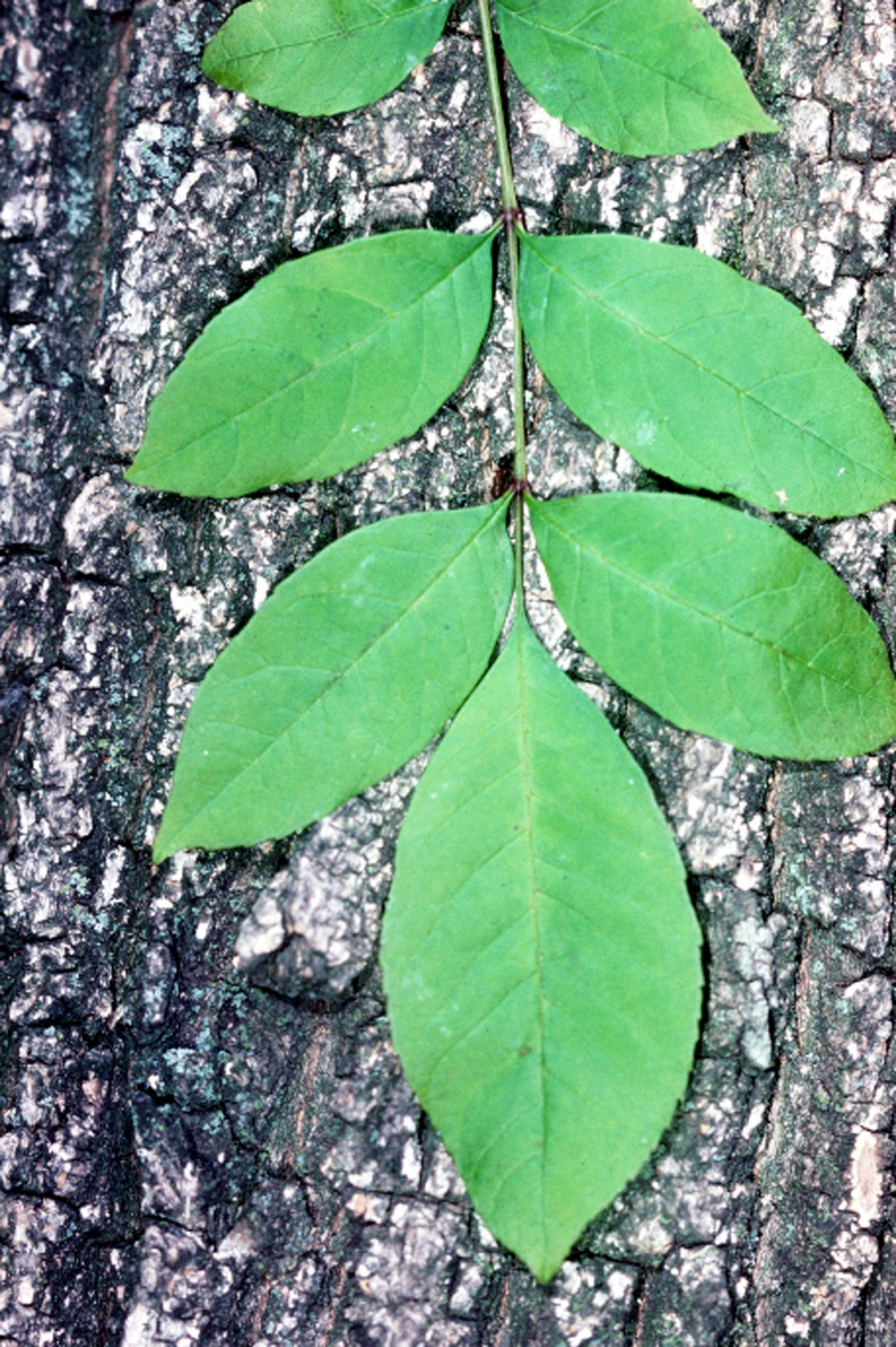
Hojas

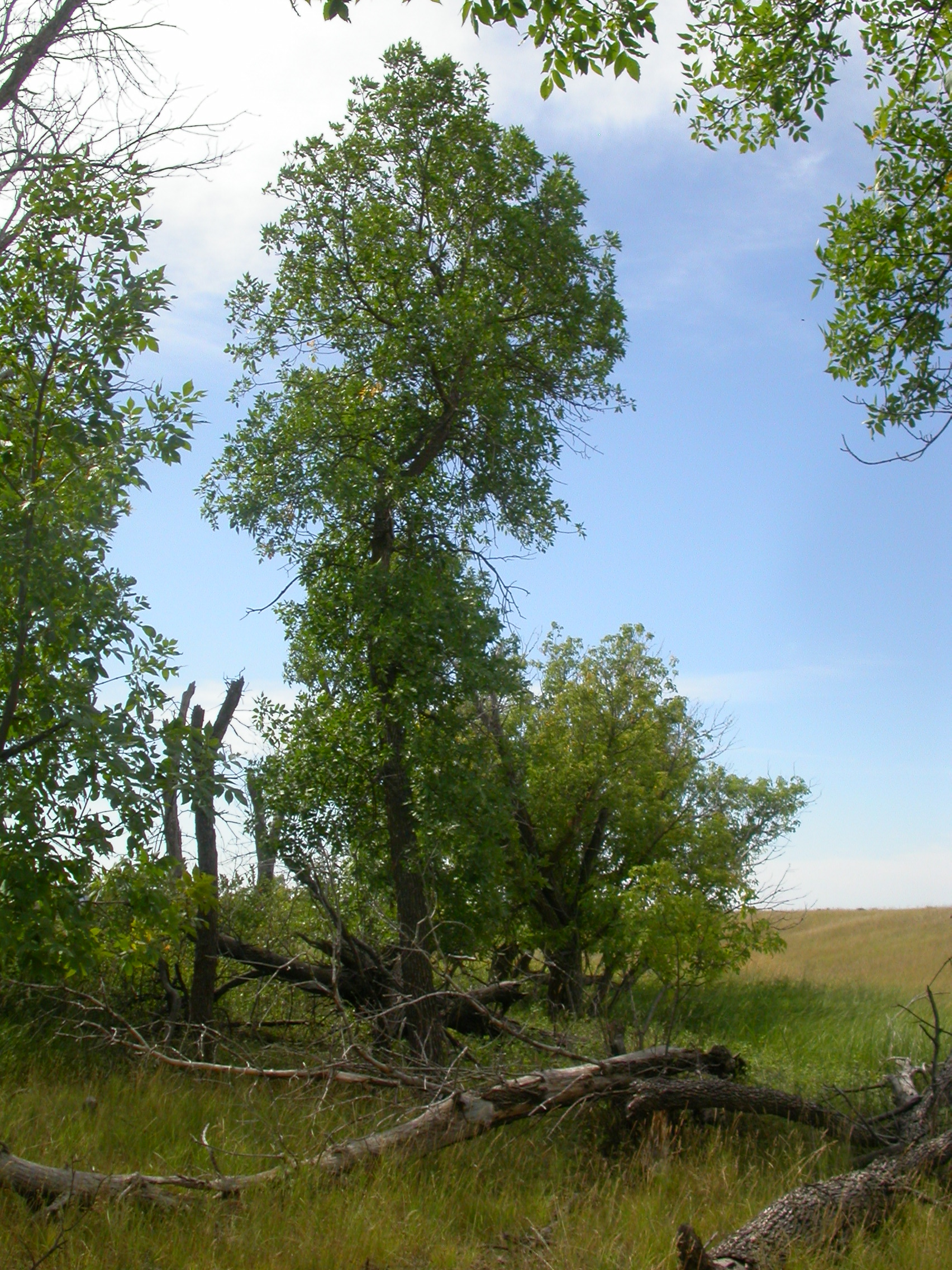
Vista del árbol

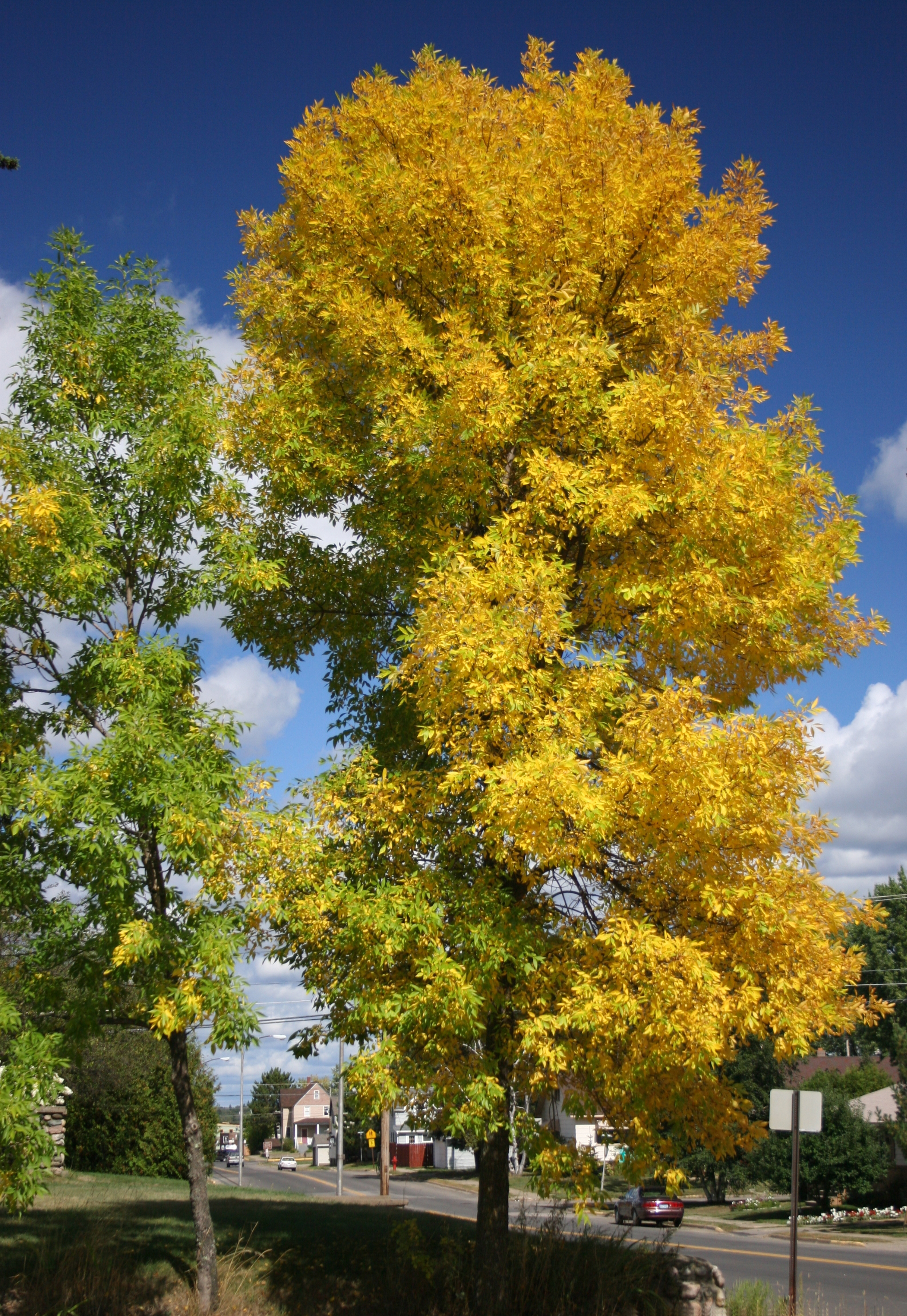
Con hojas de otoño

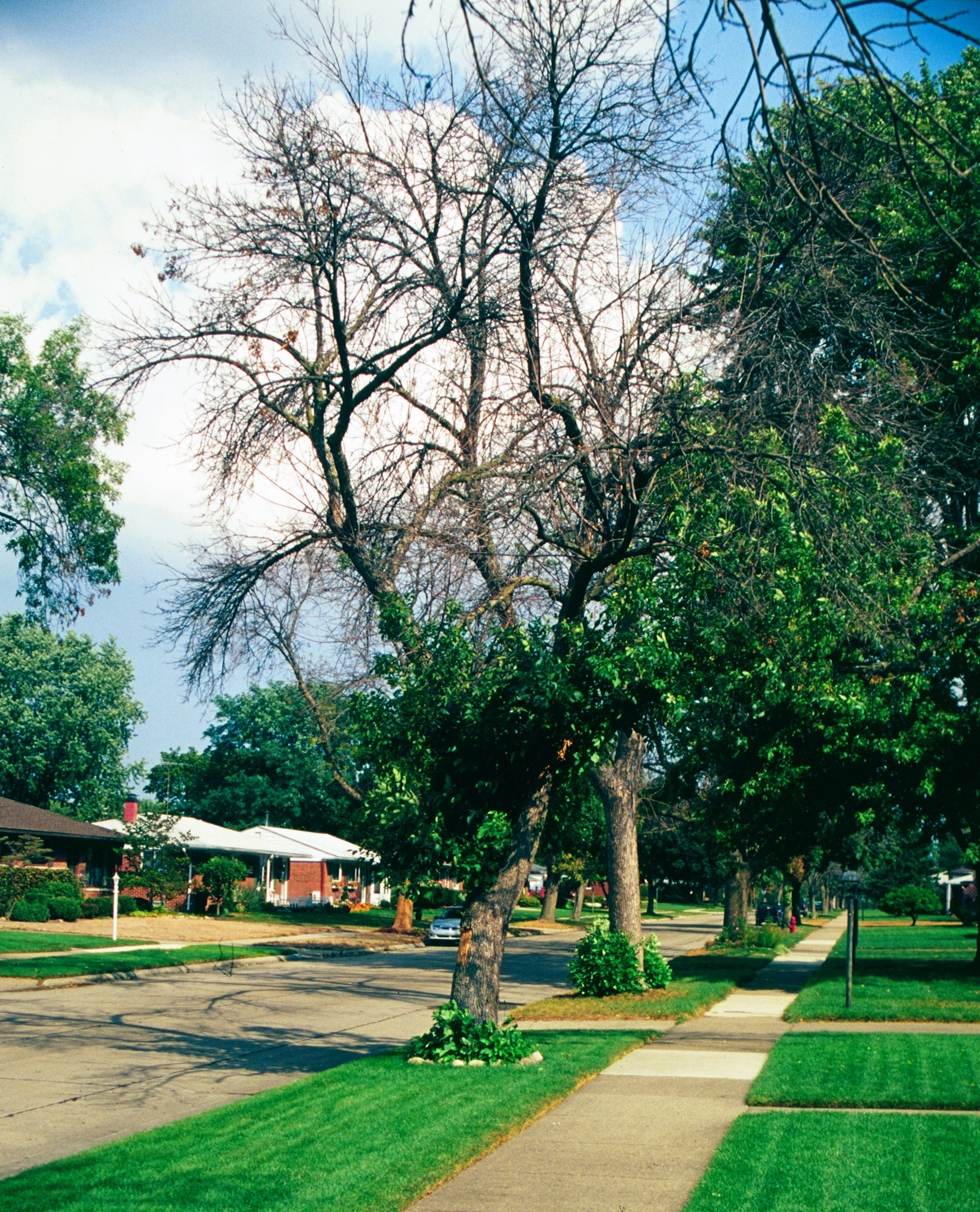
Árbol ornamental

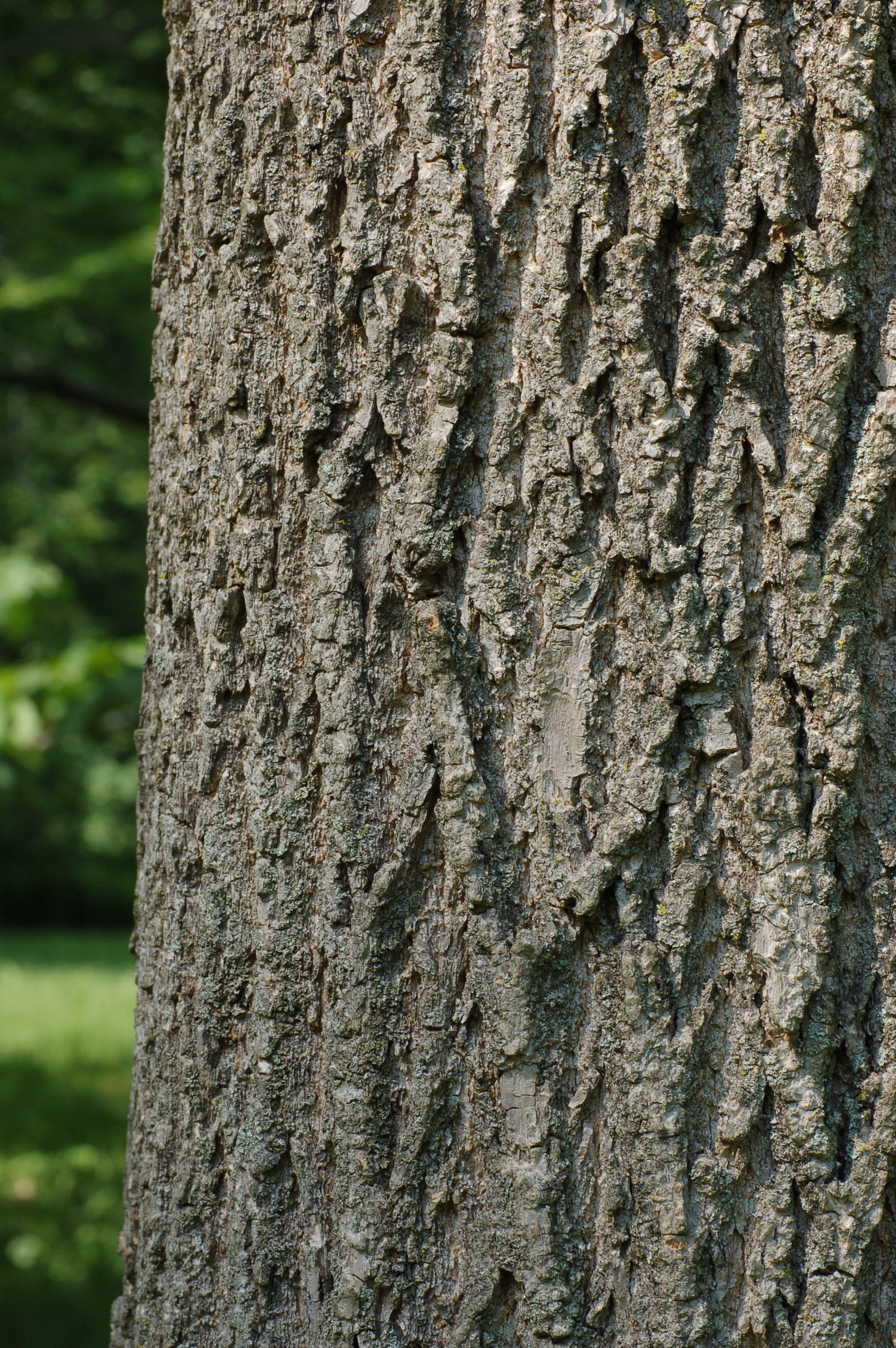
Detalle el tronco

## Origen
Tiene su área natural de origen en la región oriental de Estados Unidos y Canadá.
Su cultivo se ha difundido en todo el Río de la Plata, por sus características similares a su tierra de origen, además de toda la Argentina, en particular en zonas rurales de provincias de Buenos Aires, Santa Fe, Córdoba, Mendoza y Entre Ríos. El fresno americano que crece en estas regiones fue clasificado erróneamente como Fraxinus americana, de características similares a F. Pennsylvanica, con identificación difícil. El envés de las hojas de Fraxinus americana  es más iluminado que el haz. Fraxinus pennsylvanica tiene las hojas exactamente iguales arriba y abajo. También, cada especie ocupa distintos nichos ecológicos: el fraxinus americana de zonas altas húmedas; el Fraxinus pennsylvanica en forestas húmedas e inundables, aunque suelen solaparse en la distribución.

## Características

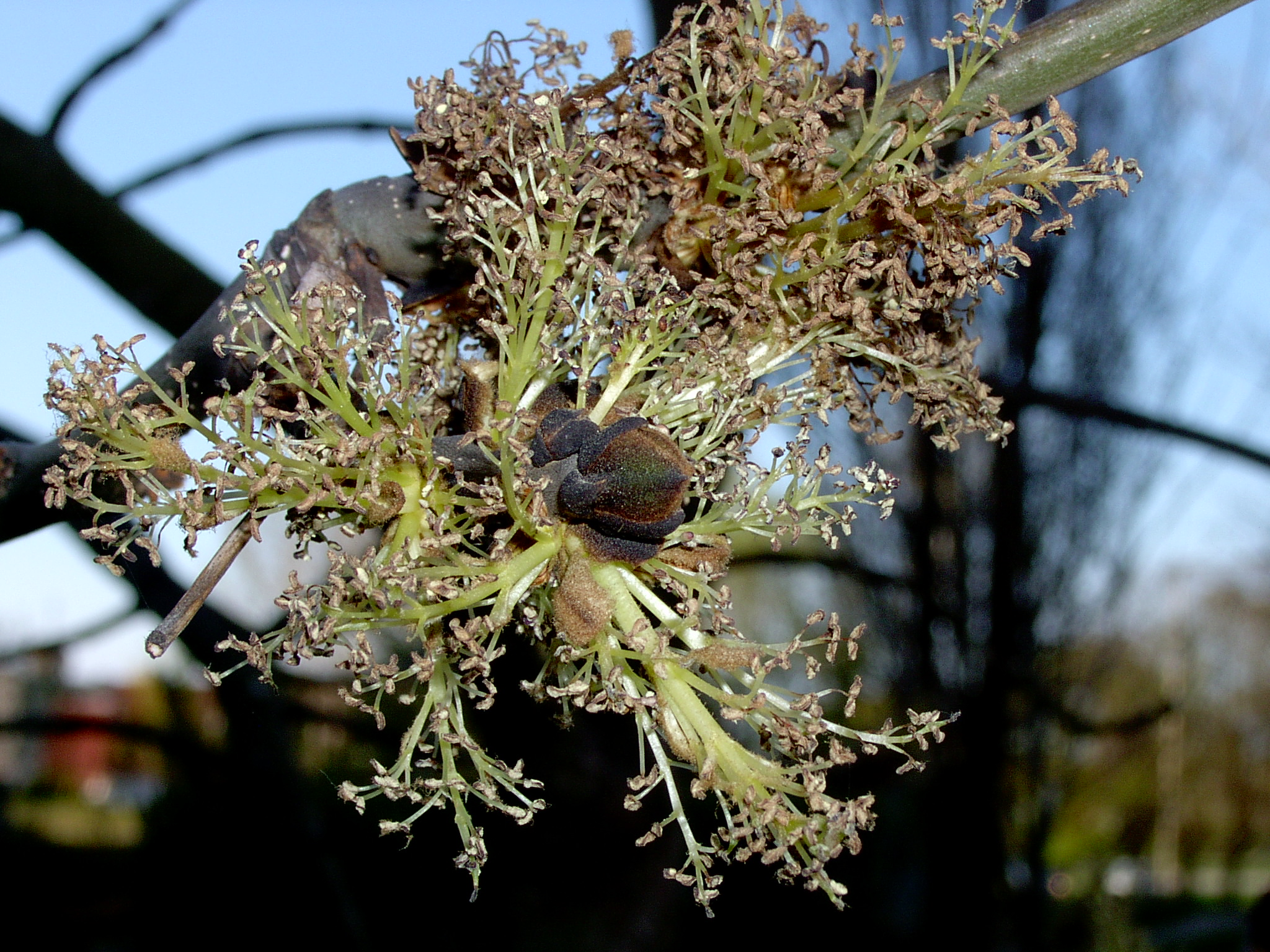
Inflorescencia de Fraxinus pennsylvanica, de Zczecin, noroeste de Polonia

El nombre del género, Fraxinus, deriva de la palabra latina Phraxo, que significa cercado, dado que esta especie era utilizada para la construcción de cercos. En algunas regiones de la Argentina, como el delta del Paraná, este fresno se asilvestró. Sus frutos uniseminados, dispersados por el viento, generan nuevos individuos causando graves cambios en esta zona. Una vez instalado, resulta muy difícil su control. Por ello debe tenerse en cuenta éste antecedente de planta invasora, a la hora de decidir su incorporación a lugares donde exista y pueda expandirse favorablemente.
Este árbol alcanza 15 a 20 metros de altura, de tronco recto y cilíndrico, proyecta mucha sombra. Es una especie diclino dioica.
Es una especie rústica , crece en variadas condiciones climáticas y edáficas. Es muy resistente al frío y a las heladas. Prefiere suelos fértiles, frescos y algo húmedos. Es de crecimiento relativamente rápido, y es muy sensible al ataque de las hormigas. 
Es muy indicado para ser utilizado en parques y paseos públicos y en el arbolado de calles. Su follaje verde lustroso que torna a amarillo intenso en otoño, le confiere marcados valores decorativos, además de brindar una sombra buena y fresca. Son árboles muy resistentes a la polución ambiental y de muy buena sanidad.

## Uso industrial
La madera del fresno americano es de muy buena calidad para ciertos usos, con albura ancha, blanco crema, mientras que el duramen es castaño amarillento. Su brillo es mediano y algo lustroso, carece de olor y tiene textura mediana y heterogénea, grano derecho y veteado, suave con líneas castañas. El peso específico es de 0,660 kg/dm3. La albura seca es susceptible a los insectos xilófagos, pero muy fácil de impregnar mientras que el duramen presenta penetración mediana. Es una madera fuerte, dura y tenaz. Con una elevada resistencia al choque y excelentes aptitudes para trabajos a la flexión y al desgaste. Da buenos resultados con tintes y lustres y puede encolarse satisfactoriamente. Presenta propiedades excelentes para trabajos de curvado al vapor. Se emplea en tonelería, muebles con partes curvadas, artículos deportivos, tornería, mangos y cabos de herramientas, implementos agrícolas, accesorios textiles, embarcaciones, remos, envases y chapas.
Hojas compuestas, imparipinnadas, de 7 a 15 cm de largo, con 5 a 9 filíolos, aovados, cuneiformes o redondeados en la base, aserrados ligeramente enteros, delgados, de textura firme, verdes intensos en la capa superior y en la inferior plateados, desnudos. Toman fuerte color amarillento en otoño antes de caer. El pecíolo es grueso y acanalado.
Flores unisexuales, dispuestas en panículos terminales y compactos; las flores masculinas poseen un cáliz campanulado ligeramente lobulado; las flores femeninas tienen un estilo largo, derecho, purpúreo, y están desprovistas de pétalos.
Frutos sámaras espatuladas, miden de 2,5 a 5 cm de largo, redondeadas u oblongo-lanceoladas, formando racimos abundantes más claros que el follaje al principio, después pardo-claros.
Corteza oscura y agrietada longitudinalmente.

## Taxonomía
Fraxinus pennsylvanica fue descrita por Humphrey Marshall y publicado en Arbustrum Americanum 51–52. 1785.
Etimología
Ver: Fraxinus
pennsylvanica: epíteto geográfico que alude a su localización en Pensilvania.
Sinonimia
- Fraxinus campestris Britt.
- Fraxinus darlingtonii Britt.
- Fraxinus lanceolata Borkh.
- Fraxinus smallii Britt.[4]
- Calycomelia campestris (Britton) Nieuwl. & Lunell
- Calycomelia elliptica (Bosc) Kostel.
- Calycomelia expansa (Willd.) Kostel.
- Calycomelia lancea (Bosc) Kostel.
- Calycomelia lanceolata (Borkh.) Lunell
- Calycomelia ovata (Bosc) Kostel.
- Calycomelia pennsylvanica (Marshall) Nieuwl.
- Calycomelia pubescens (Lam.) Kostel.
- Calycomelia richardii (Bosc) Kostel.
- Fraxinus americana var. pennsylvanica (Marshall) Weston
- Fraxinus americana subsp. pennsylvanica (Marshall) Wesm.
- Fraxinus americana var. pennsylvanica (Marshall) Castigl.
- Fraxinus americana var. pubescens (Lam.) D.J.Browne
- Fraxinus americana var. rubicunda (Bosc) Wesm.
- Fraxinus americana var. subpubescens (Pers.) Wesm.
- Fraxinus arbutifolia Dippel
- Fraxinus aucubifolia G.Kirchn.
- Fraxinus cerasifolia Hoffmanns.
- Fraxinus cinerea Bosc
- Fraxinus concolor Muhl.
- Fraxinus elliptica Bosc
- Fraxinus expansa Willd.
- Fraxinus fusca Bosc
- Fraxinus glabra Lawson ex Beissner
- Fraxinus juglandifolia var. aucubifolia H.Jaeger
- Fraxinus juglandifolia var. subintegerrima Vahl
- Fraxinus lancea Bosc
- Fraxinus lancifolia Raf.
- Fraxinus longifolia Bosc
- Fraxinus media Raf.
- Fraxinus nigra var. pubescens (Lam.) Castigl.
- Fraxinus oblongocarpa Buckley
- Fraxinus ovalis Willd.
- Fraxinus ovata Bosc
- Fraxinus platyphylla Hoffmanns.
- Fraxinus pubescens Lam.
- Fraxinus richardii Bosc
- Fraxinus rubicunda Bosc
- Fraxinus rufa Bosc
- Fraxinus subvillosa Bosc ex Pers.
- Fraxinus trialata Buckley
- Fraxinus viridis F.Michx.
- Leptalix cinerea (Bosc) Raf.
- Leptalix elliptica (Bosc) Raf.
- Leptalix expansa (Willd.) Raf.
- Leptalix fusca (Bosc) Raf.
- Leptalix lancifolia Raf.
- Leptalix longifolia (Bosc) Raf.
- Leptalix media Raf.
- Leptalix ovata (Bosc) Raf.
- Leptalix pubescens (Lam.) Raf.
- Leptalix richardii (Bosc) Raf.
- Leptalix rubicunda (Bosc) Raf.
- Leptalix rufa (Bosc) Raf.[5][6]